# Heinz Brandl
Heinz Brandl (* 29. Juni 1940 in Znaim, Reichsgau Niederdonau) ist ein österreichischer Bauingenieur und Geotechniker sowie emeritierter Professor an der TU Graz und der TU Wien.

## Leben
Heinz Brandl studierte Bauingenieurwesen an der Technischen Universität Wien, wo er 1963 seinen Abschluss als Diplom-Ingenieur machte. Danach war er wissenschaftlicher Assistent am Institut für Grundbau und Bodenmechanik und wurde 1966 summa cum laude in Geotechnik promoviert. Er lehrte nach Erteilung der venia legendi als Privatdozent und hatte die Leitung des Erdbaulabors inne. 1971 verließ er die Universität und arbeitete selbständig als beratender Ingenieur.
1977 erhielt er eine ordentliche Professur für Grundbau, Boden- und Felsmechanik (worunter auch Tunnelbau fiel) an der Technischen Universität Graz. Von 1978 bis 1981 war er dort Leiter des Grundbau-Instituts. Von 1981 bis 2008 war er Professor und Leiter des Instituts für Geotechnik an der TU Wien und damit einer der Nachfolger von Karl von Terzaghi auf dem Lehrstuhl nach Fröhlich und Borowicka. Terzaghi zu Ehren initiierte Brandl die Terzaghi-Vorlesungen in Wien (Vienna Terzaghi Lectures der ISSMGE). Seit 2009 ist er dort Professor Emeritus.

## Wirken
Brandls Fachgebiet sind die geotechnischen Wissenschaften, welche Bauingenieurwesen, Geologie und Umwelttechnik verbinden inklusive der Aspekte der Infrastruktur, Schutz vor Naturgefahren und Energiewesens.
Von Brandl stammen über 580 wissenschaftliche Veröffentlichungen (z. T. in 21 Sprachen erschienen) zu unterschiedlichsten Fragen der Geotechnik, zum Beispiel Böschungs- und Hangsicherung,  Schutz vor Naturgefahren, weitere zu Geokunststoffen, zu interdisziplinären (geotechnisch-geodätischen) Messtechniken sowie zu geothermischen Fragen wie Energiefundierungen. Brandl war verantwortlich für über 4000 geotechnische Projekte.
Er ist seit 1992 Mitglied der Königlichen Flämischen Akademie von Belgien für Wissenschaften und Künste. 1994 wurde er als ordentliches Mitglied der Naturwissenschaftlichen Klasse in die Sudetendeutsche Akademie der Wissenschaften und Künste berufen. Er ist zudem Mitglied der New York Academy of Sciences (1997), der Europäische Akademie der Wissenschaften und Künste (2014) und der International Academy of Engineering (Moskau 2015).
Von 1997 bis 2001 war er Vizepräsident für Europa der International Society for Soil Mechanics and Geotechnical Engineering (ISSMGE). Von 1972 bis 2015 war er Vorsitzender des Österreichischen Nationalkomitees der ISSMGE, seit 2015 ist er dessen Ehrenpräsident. 2001 war er Rankine Lecturer (Energy foundations and other thermoactive ground structures, Geotechnique Band 56, 2006, S. 81–122).
Brandl war langjähriger Präsident des Österreichischen Ingenieur- und Architektenvereins (ÖIAV) und der längst dienende Präsident seit Gründung des ÖIAV im Jahre 1848.
Er hält fünfzehn Ehrendoktorate, unter anderem von:
- 2011 Technische Universität Tallinn
- 2013 Universität Pécs, Pollack Mihály Fakultät für Ingenieurwissenschaften und Informatik der Universität Pécs
- 2015 Universität Skopje
- 2015 Universität Novi Sad
- 2016 St. Petersburger Staatliche Transport Universität (PGUPS)
- 2016 Kazaner Staatliche Universität für Architektur und Ingenieurwesen
- 2017 Eurasische Nationale Gumiljow-Universität Kasachstan
- 2017 Universität Tuzla

## Ehrungen und Auszeichnungen
- 1998: H.F. Mark Medaille des Österreichischen Forschungsinstitut für Chemie und Technik (OFI)
- 2000: Wilhelm-Exner-Medaille
- 2003: Österreichisches Ehrenkreuz für Wissenschaft und Kunst I. Klasse
- 2005: Sudetendeutscher Kulturpreis
- 2008: Honorarprofessor der Staatlichen Universität Perm
- 2010: Großes Silbernes Ehrenzeichen für Verdienste um die Republik Österreich[6]
- 2011: Vienna Terzaghi Lecture
- 2013: Kevin Nash Gold Medal der International Society for Soil Mechanics and Geotechnical Engineering[7]
- 2014: Ritter-von-Gerstner-Medaille[8]
- 2015: Silbernes Komturkreuz mit dem Stern des Ehrenzeichens für Verdienste um das Bundesland Niederösterreich[9]
- 2018: Großes Ehrenzeichen des Landes Kärnten